# Goździeniowiec drobny

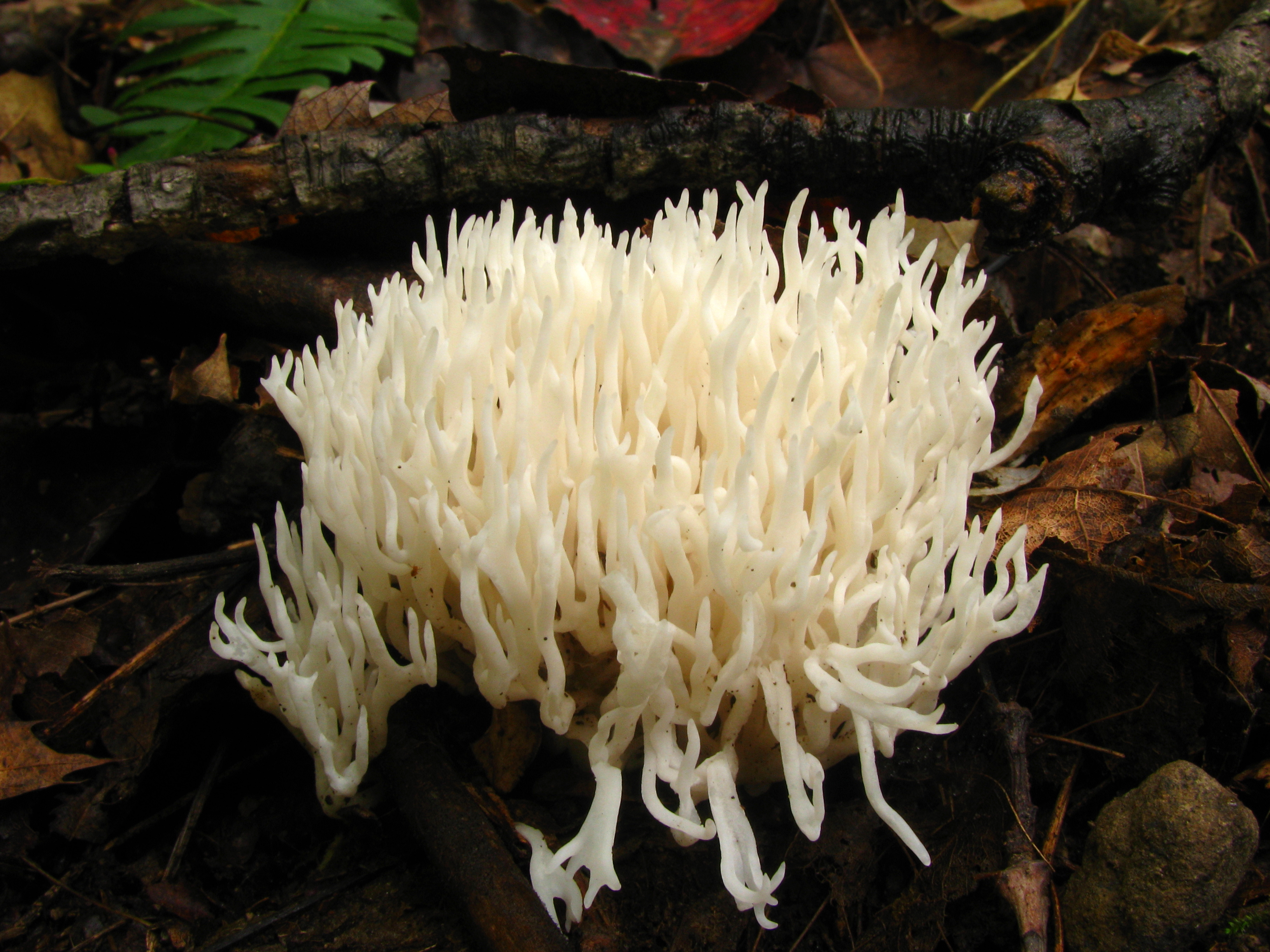

Goździeniowiec drobny (Ramariopsis subtilis (Pers.) R.H. Petersen) – gatunek grzybów należący do rodziny goździeńcowatych (Clavariaceae).

## Systematyka i nazewnictwo
Pozycja w klasyfikacji według Index Fungorum: Ramariopsis, Clavariaceae, Agaricales, Agaricomycetidae, Agaricomycetes, Agaricomycotina, Basidiomycota, Fungi.
Po raz pierwszy zdiagnozował go w 1797 r. Christiaan Hendrik Persoon, nadając mu nazwę Clavaria subtilis. Obecną, uznaną przez Index Fungorum nazwę, nadał mu Ronald H. Petersen w 1978 r.
Synonimów ma ponad 20. Niektóre z nich:

- Clavaria dichotoma Godey 1878
- Clavaria macropus Pers. 1797
- Clavaria subtilis Pers. 1797
- Clavaria subtilis Pers. 1797 var. subtilis
- Clavaria subtilis var. tehovensis Velen. 1939
- Clavulinopsis dichotoma Corner 1950
- Clavulinopsis subtilis (Pers.) Corner 1950
- Ramariopsis dichotoma (Corner) R.H. Petersen 1978
- Ramariopsis macropus (Pers.) Paechn., in Kreisel 1987

Polską nazwę zaproponował Władysław Wojewoda w 2003 r. dla synonimu Clavulinopsis subtilis. Franciszek Błoński używał nazwy goździeniec drobny dla synonimu Clavaria subtilis. Po przeniesieniu tego gatunku do rodzaju Ramariopsis obydwie polskie nazwy stały się niespójne z nazwą naukową.

## Morfologia
Owocnik
Grzyb klawaroidalny o rozmiarach około 1–3 × 0,1–2 cm. Zazwyczaj jest rozgałęziony, ale czasami pojedynczy. Rozgałęzienia mają średnicę do 1 mm, cylindryczny trzon do 2 mm i wysokość 1–2 cm. Młode owocniki białe, starsze ciemniejsze – w kolorze od szarobiałego do beżowego. Podstawa owocnika z czasem brązowieje. Miąższ bez wyraźnego zapachu i smaku.
Cechy mikroskopowe
Hymenium szarozielone, ciemniejące pod działaniem FeSo4. Strzępki w kontekście o średnicy do 13 μm, zasadniczo równolegle do siebie, ale z rozgałęzieniami i zespoleniami. Sprzążki liczne. Strzępki w części rdzeniowej bezbarwne do bladożółtych, często o lekko pogrubionych ściankach, zwłaszcza w kierunku podstawy owocnika. Strzępki w subhymenium o średnicy do 4 μm, cienkościenne, kręte, ze sprzążkami i tworzące podstawki w klastrach. Zazwyczaj zawierają bladożółtawe wakuole lub krople. Podstawki 4-sterygmowe, o rozmiarach 25–45 × 3,6–5.5 μm ze sprzążkami, pigmentowane blado żółtawymi kroplami w cytoplazmie. Sterylne elementy hymenium zbudowane z niezróżnicowanej pseudoparenchymy w postaci wąskich, prostych strzępek o średnicy, 5–20 μm wystających ponad hymenium. Zarodniki 4,2–6,3 × 3,0–4,5 (–5,6) μm, prawie kuliste do jajowatych, gładkie, cienkościenne, z jedną gutulą, z widocznym stożkowym dzióbkiem o długości 0,5–1,5 μm.
Gatunki podobne
Bardzo podobny jest koralownik białawy Ramariopsis kunzei. Utworzenie gatunku Ramariopsis subtilis otworzyło pole do dyskusji nad taksonomią gatunków w rodzinie goździeńcowatych (Clavariaceae). Różnica między gatunkami R. subtilis i R. minutula jest subtelna i mało jasna. Podobne zastrzeżenia dotyczą niektórych drobnych gatunków z rodzaju Clavulinopsis (C. constans, C. pogonati, C. vernalis).

## Występowanie i siedlisko
W Polsce gatunek bardzo rzadki. W piśmiennictwie naukowym na terenie Polski do 2003 r. podano jedno tylko stanowisko, i to historyczne (F. Błoński w Gołoszycach, 1902 r.). Wynika to prawdopodobnie nie tylko z drobnych rozmiarów tego gatunku, ale także z nieodróżniania go od bardzo podobnego koralownika białawego (Ramariopsis kunzei). Znajduje się na listach gatunków zagrożonych także w Niemczech, Danii, Holandii i Szwecji.
Rośnie na żyznych glebach, na suchych łąkach lub w lasach. Jest niezbyt częsty i trudny do zaobserwowania ze względu na małe rozmiary.